# Actinote
Actinote är ett släkte av fjärilar. Actinote ingår i familjen praktfjärilar.

## Bildgalleri

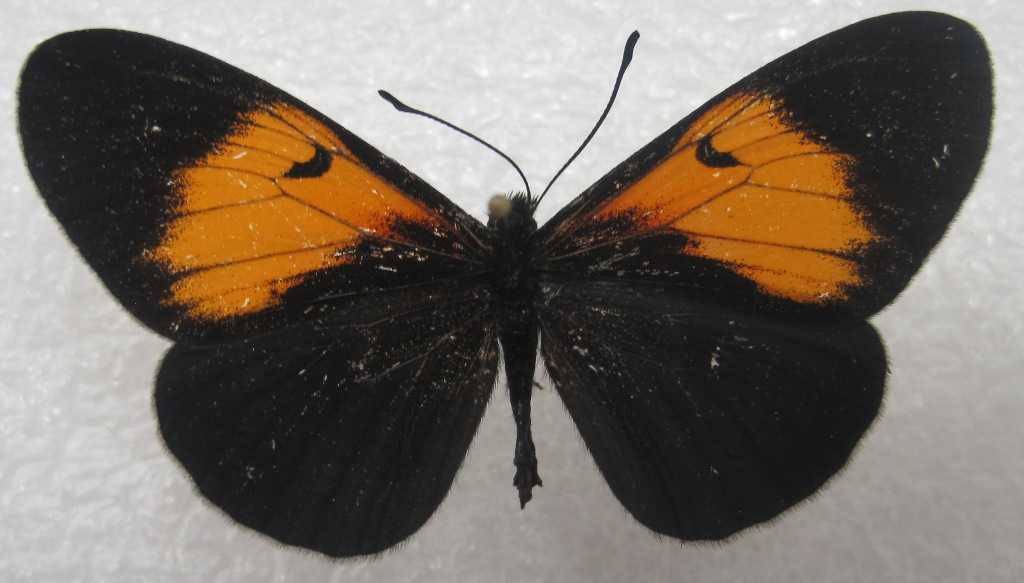
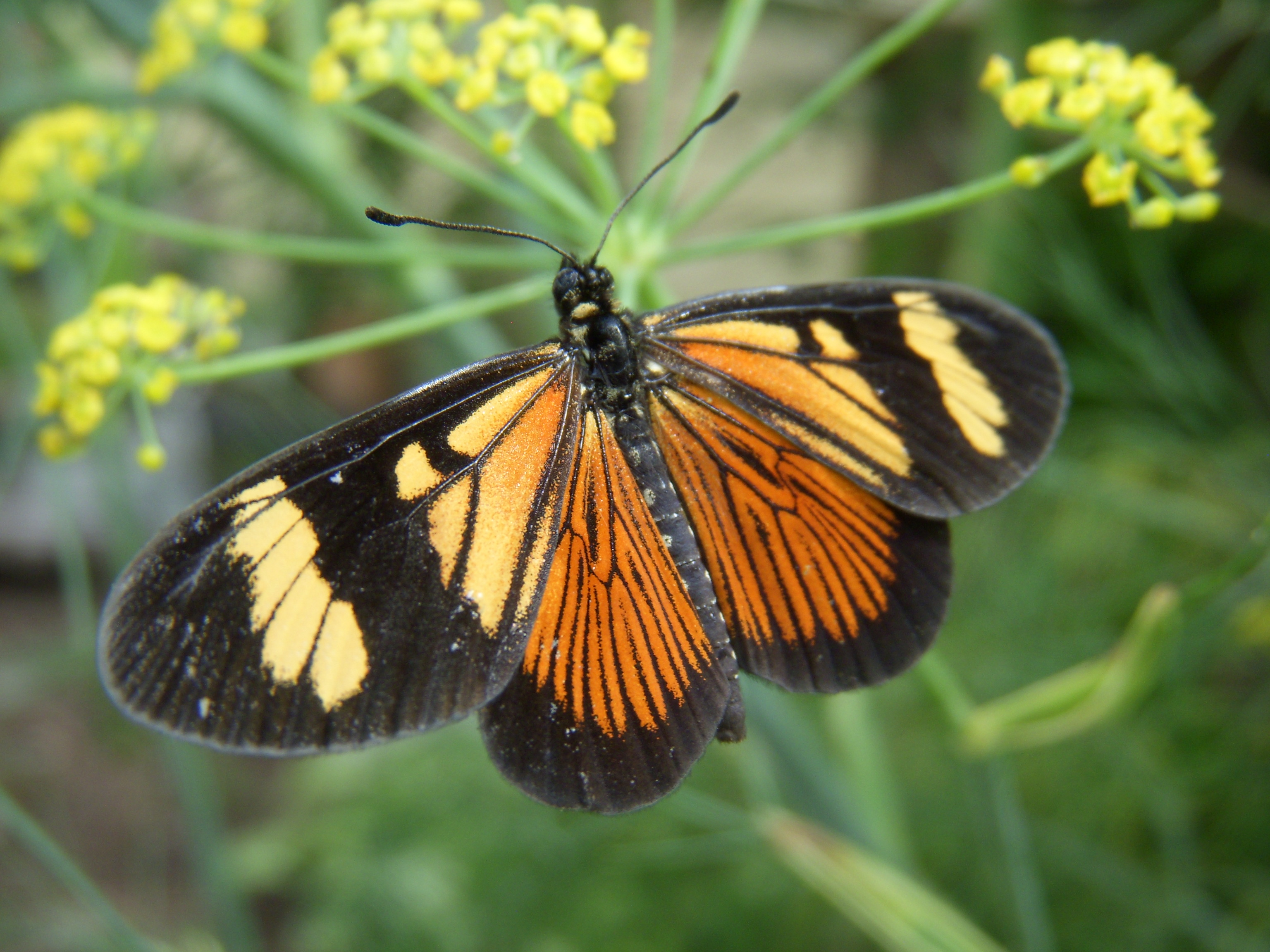

## Dottertaxa tillActinote, i alfabetisk ordning[1]
- Actinote acipha
- Actinote actona
- Actinote adoxa
- Actinote adriana
- Actinote aequatoria
- Actinote aereta
- Actinote alalia
- Actinote albofasciata
- Actinote albunea
- Actinote alcione
- Actinote alicunde
- Actinote aliteria
- Actinote alla
- Actinote amida
- Actinote amoena
- Actinote amphilecta
- Actinote anaxo
- Actinote anteas
- Actinote auloeda
- Actinote aurantia
- Actinote avuncula
- Actinote bassleri
- Actinote binghamae
- Actinote brasiliensis
- Actinote brauronia
- Actinote brettia
- Actinote brychia
- Actinote bryella
- Actinote bubona
- Actinote bulis
- Actinote byssa
- Actinote byzas
- Actinote calchaqui
- Actinote calimene
- Actinote callianira
- Actinote callianthe
- Actinote calymma
- Actinote calymmoides
- Actinote canutia
- Actinote carcycina
- Actinote carica
- Actinote carmentis
- Actinote carycinoides
- Actinote catochaera
- Actinote catopasta
- Actinote cauca
- Actinote cedestis
- Actinote chea
- Actinote clara
- Actinote cleasa
- Actinote comta
- Actinote confluens
- Actinote conspicua
- Actinote corduba
- Actinote crassinia
- Actinote crucis
- Actinote culoti
- Actinote cyanea
- Actinote demonica
- Actinote desmiala
- Actinote diaguita
- Actinote dicaeus
- Actinote dice
- Actinote differens
- Actinote discolora
- Actinote discrepans
- Actinote distincta
- Actinote diversa
- Actinote dognini
- Actinote elatus
- Actinote elena
- Actinote epiphaea
- Actinote equatoria
- Actinote erebia
- Actinote eresia
- Actinote eresina
- Actinote euclia
- Actinote eulalia
- Actinote eulogia
- Actinote eupelia
- Actinote euris
- Actinote extensa
- Actinote fasciata
- Actinote ferrugata
- Actinote flavibasis
- Actinote flavicincta
- Actinote flavifascia
- Actinote fuliginosa
- Actinote fumida
- Actinote fuscata
- Actinote gabrielae
- Actinote genitrix
- Actinote grammica
- Actinote granadina
- Actinote griseata
- Actinote guatemalena
- Actinote hahneli
- Actinote hermosa
- Actinote hilaris
- Actinote hippea
- Actinote hoffmanni
- Actinote holochroa
- Actinote hypsipetes
- Actinote idiographa
- Actinote illimis
- Actinote incarum
- Actinote insularis
- Actinote intermedia
- Actinote ixilion
- Actinote jordani
- Actinote jucunda
- Actinote lacrymosa
- Actinote laeta
- Actinote lapitha
- Actinote latior
- Actinote laverna
- Actinote leontine
- Actinote leptogramma
- Actinote leucomelaena
- Actinote leucomelas
- Actinote leucothoe
- Actinote limbata
- Actinote lodis
- Actinote lolia
- Actinote lorida
- Actinote lulesa
- Actinote lynsa
- Actinote magnifica
- Actinote mamita
- Actinote marthae
- Actinote mathani
- Actinote melampeplos
- Actinote melanisans
- Actinote melina
- Actinote melini
- Actinote mengeli
- Actinote menoetes
- Actinote meridae
- Actinote meridana
- Actinote mesia
- Actinote messeres
- Actinote mitama
- Actinote moesa
- Actinote momina
- Actinote moneta
- Actinote morio
- Actinote moyobambae
- Actinote mucia
- Actinote napensis
- Actinote naura
- Actinote negra
- Actinote nicylla
- Actinote nicylloides
- Actinote nordestina
- Actinote notabilis
- Actinote nox
- Actinote oaxaca
- Actinote ochreana
- Actinote ochrotaenia
- Actinote olgae
- Actinote orizava
- Actinote ozinta
- Actinote ozomene
- Actinote pallasia
- Actinote pallasinia
- Actinote pallescens
- Actinote parapheles
- Actinote pellenea
- Actinote perfulva
- Actinote perisa
- Actinote pseudequatoria
- Actinote punctata
- Actinote pyrrha
- Actinote quadra
- Actinote quasicinerea
- Actinote reducta
- Actinote rhodope
- Actinote rifa
- Actinote roqueensis
- Actinote rosaria
- Actinote rubrocellulata
- Actinote rubrosticta
- Actinote rufina
- Actinote salmonea
- Actinote sarsandra
- Actinote scotosis
- Actinote segesta
- Actinote semilutea
- Actinote sinefascia
- Actinote sobrina
- Actinote sodalis
- Actinote stenia
- Actinote straminosa
- Actinote stratonice
- Actinote subbadia
- Actinote subdemonica
- Actinote subelatus
- Actinote subhyalina
- Actinote subrubicunda
- Actinote surima
- Actinote suspecta
- Actinote tenebrarum
- Actinote tenebrosa
- Actinote tenuilimbata
- Actinote terpsinoë
- Actinote thalia
- Actinote theogonia
- Actinote theophila
- Actinote thespias
- Actinote travassosi
- Actinote trinacria
- Actinote trinitatis
- Actinote umbrata
- Actinote unicolor
- Actinote varians
- Actinote venata
- Actinote veraecrucis
- Actinote xanthobrunnea
- Actinote zaratensis
- Actinote zarayaquilionis
- Actinote zikani
- Actinote zilchi